# 爆発反応装甲

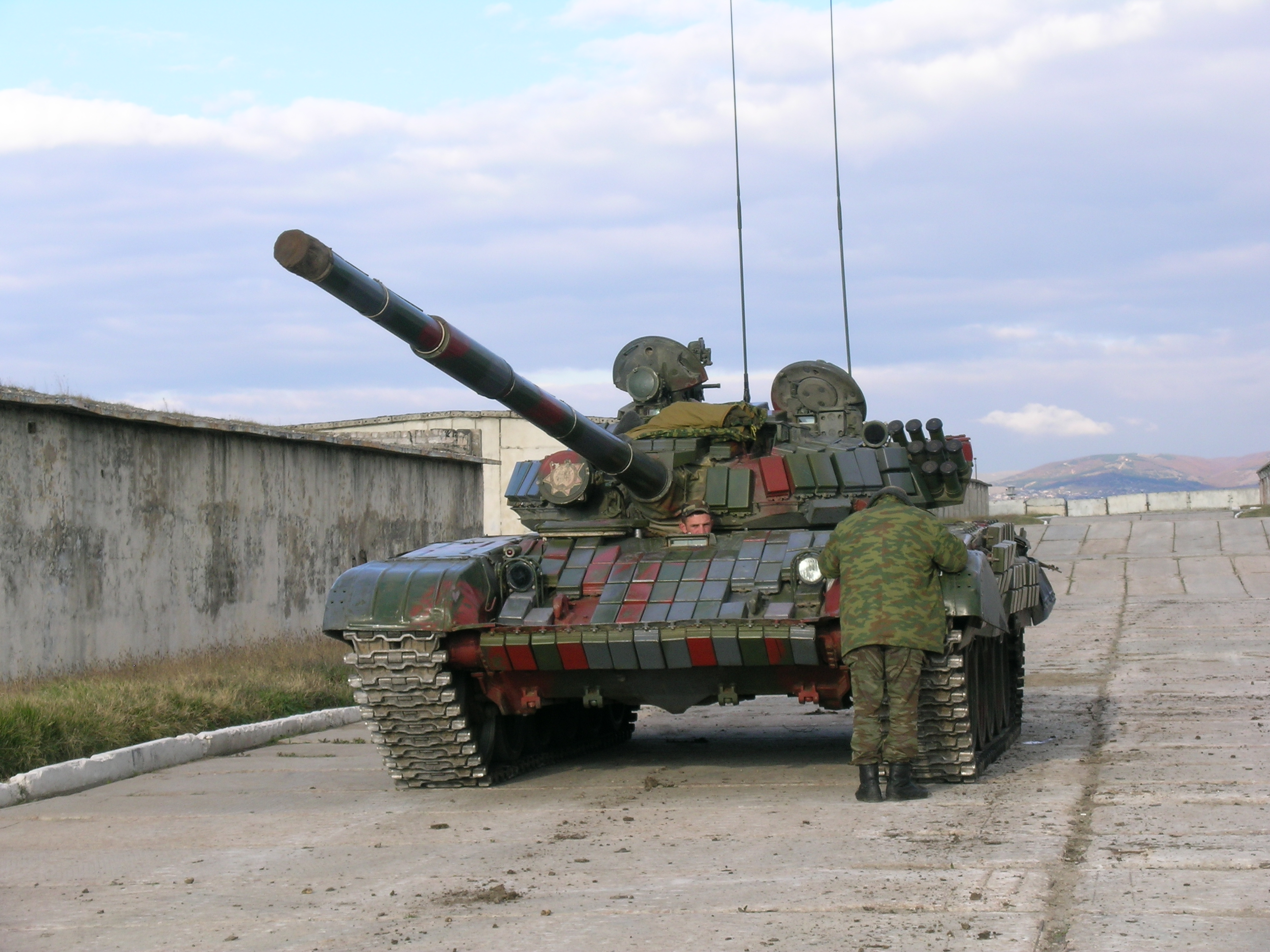
代表的な爆発反応装甲「コンタークト1」を装着したジョージア軍のT-72

爆発反応装甲（ばくはつはんのうそうこう、英: Explosive Reactive Armour, ERA）は、戦車などの補助装甲に使用される、反応装甲（Reactive Armour）の一種。

## 概要

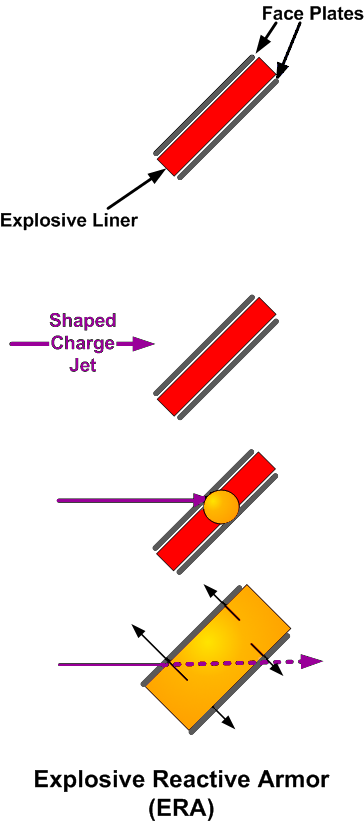
爆発反応装甲の構造と、成形炸薬弾のメタルジェットが命中した際の挙動を示す模式図

金属製の箱の底に薄いシート状の爆薬が設置された構造になっており、被弾時に砲弾や成形炸薬弾がもたらす圧力に反応して、爆薬が起爆して表面側の金属板を高速で吹き飛ばし、側面から弾頭に衝突することでメタルジェットの形成を阻害し、戦車本来の装甲の内部への貫徹を妨ぐ。この構造上、戦車の傾斜装甲などに対して30°程度の角度で着弾した際にもっとも効果を発揮し、垂直に当たった場合にはほぼ効果を得られない。
爆発反応装甲のコンセプトを考案したのは、ドイツ人研究者マンフレート・ヘルト博士で、ドイツにおいて1970年に特許を取得した。最初に実用化したのはイスラエルであった。1973年の第四次中東戦争にて、エジプト軍の使用したソ連製対戦車ミサイルにより甚大な被害を受けたイスラエル機甲部隊は、その後開発の始まった国産戦車メルカバにスペースドアーマーなどの対策を盛り込むと共に、マガフやショットなど既に運用中の戦車における対策として「ブレイザー」と呼ばれる爆発反応装甲モジュールの開発を進めた。爆発反応装甲の理論や実験での効果は既に示されていたものの、実用化には様々な条件（小口径弾の命中や隣接したモジュールの作動で誘爆しない事、軽量安価である事など）が必要とされ、開発は難航した。ようやく1982年のレバノンへの軍事行動（ガリラヤの平和作戦）において実戦使用され、シリア軍やPLOの対戦車ミサイルやRPG-7に対する有効性が実証された。その後シリアを通じて捕獲サンプルを入手したソ連や、技術提供を受けたアメリカ合衆国でも同様の物が実用化された。
爆発反応装甲はその構造上、成形炸薬弾を2つ取り付けたタンデム弾頭やAPFSDSに対しては効果を期待できないとされている。実戦でも、ロシア・ウクライナ危機においては、タンデム弾頭を採用した「ジャベリン」がT-90をはじめとしたロシア軍の戦車に甚大な損害を与えたことが報道されている。この対策として、ロシア連邦の「コンタークト5」やウクライナの「ニージュ」など新世代のものは、1層目を感度の低いHEAT用、2層目を感度の高いAPFSDS用とすることでこれを解決している。
爆発反応装甲はその構造上、作動時には大量の爆風や金属破片を周囲に撒き散らし、随伴する味方歩兵を殺傷するという非常に好ましくない特性を持ち、また、守るべき車両の装甲にも強いプレッシャーを与える（これらは事実と異なるという解説もある）。現代では旧東側諸国の装備するT-55/T-64/T-72/T-80/T-90などに多く装備され、他にもアメリカ合衆国のM48/M60系列、フランスのAMX-30といった、戦後第2世代戦車の近代改修用として追加されている。一方で本家イスラエルでは、ガリラヤの平和作戦以降はAPFSDSなどの運動エネルギー弾にも有効なスペースドアーマーや複合装甲に主眼が移っており、あまり使用されなくなっている。

## 主な爆発反応装甲
イスラエル
- ブレイザー（Blazer、1979年）

 フランス
- BRENUS

 チェコスロバキア
- ドィナ72（Dyna-72）

 スロバキア
- ドィナS（Dyna-S）

 ポーランド

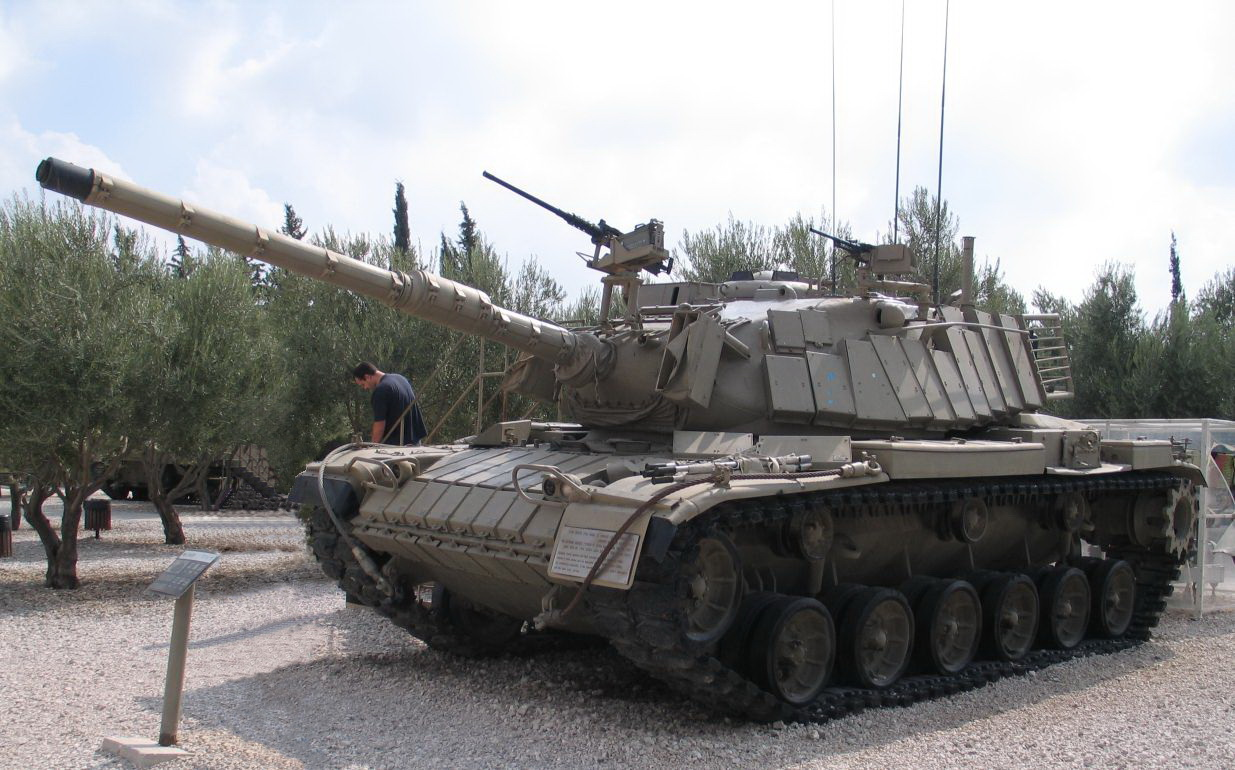
M60A1に「ブレイザー」を装着したイスラエル国防軍のマガフ6

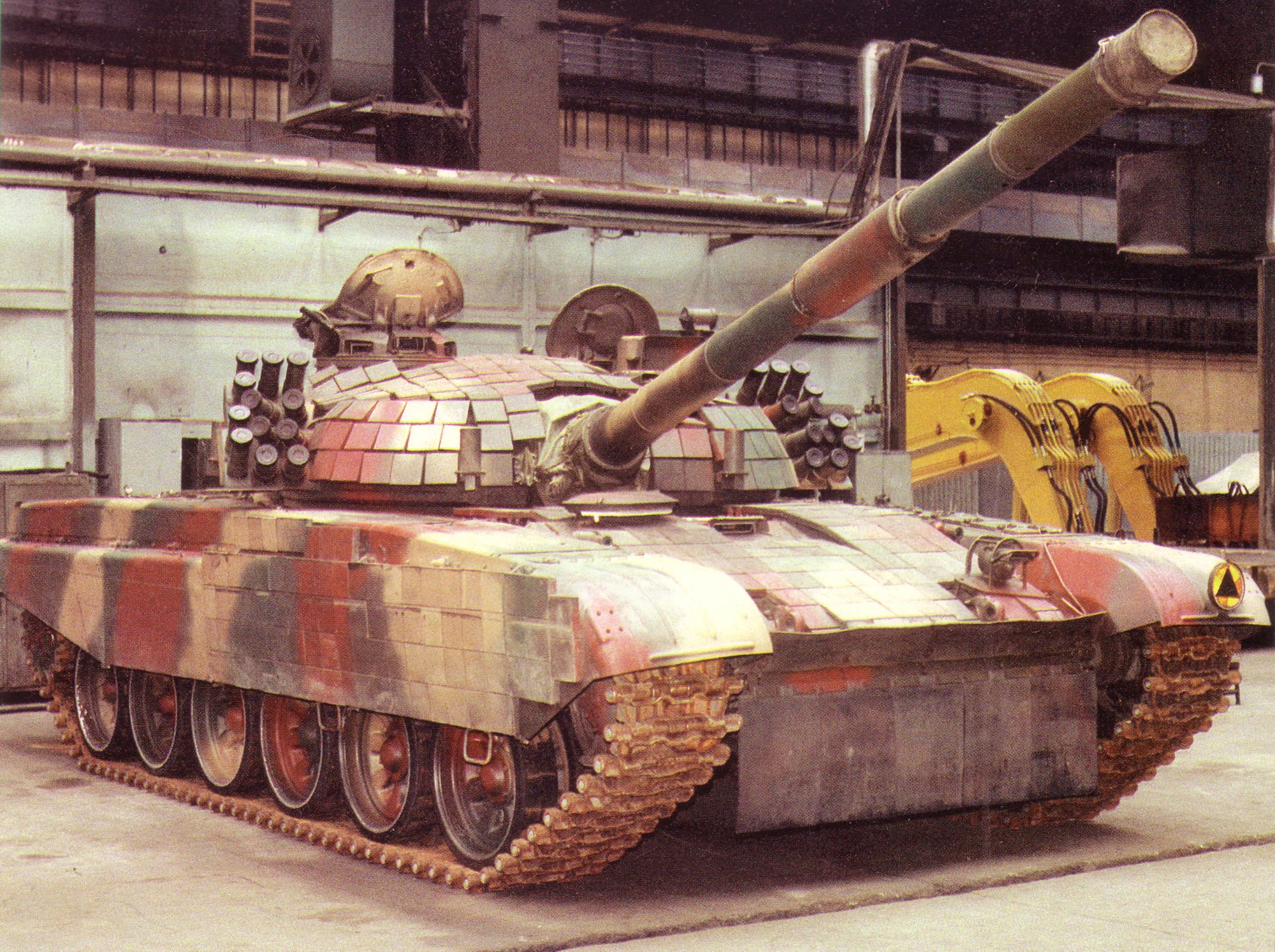
「エラヴァ1」を装着したポーランド軍のPT-91 トファルドィ

- エラヴァ1 / エラヴァ2（ポーランド語版）（ERAWA-1 / ERAVA-2）

 ソビエト連邦/ ロシア
- コンタークト1（ロシア語版、ウクライナ語版、英語版）（Контакт-1；Kontakt-1、K-1、4S20、1983年）：第1世代。
  - コンタークト1改良型（ソ連）：第1世代+。
- コンタークト5（Контакт-5；Kontakt-5、K-5、4S22、1987年）：第2世代。
  - コンタークト5改良型：第2世代+。
- レリークト（ロシア語版）（Реликт；Relikt）：コンタークト5の改良型。
- カークトゥス（Кактус；Kaktus）：第3世代。
- マラヒート（ロシア語版）（Малахит；Malakhit）

 ウクライナ
- ニージュ（Ніж；Nizh）コンタークト5の改良型。第2世代+あるいは第3世代。
- デゥーペレト（ウクライナ語版）（Дуплет）

 中国
- FY-5（反応-5）第2世代。